# بازيلغا دي بينيه
بازيلغا دي بينيه (Baselga di Piné) بلدة في مقاطعة ترينتو شمال إيطاليا، يقطنها 4.759 ساكن.

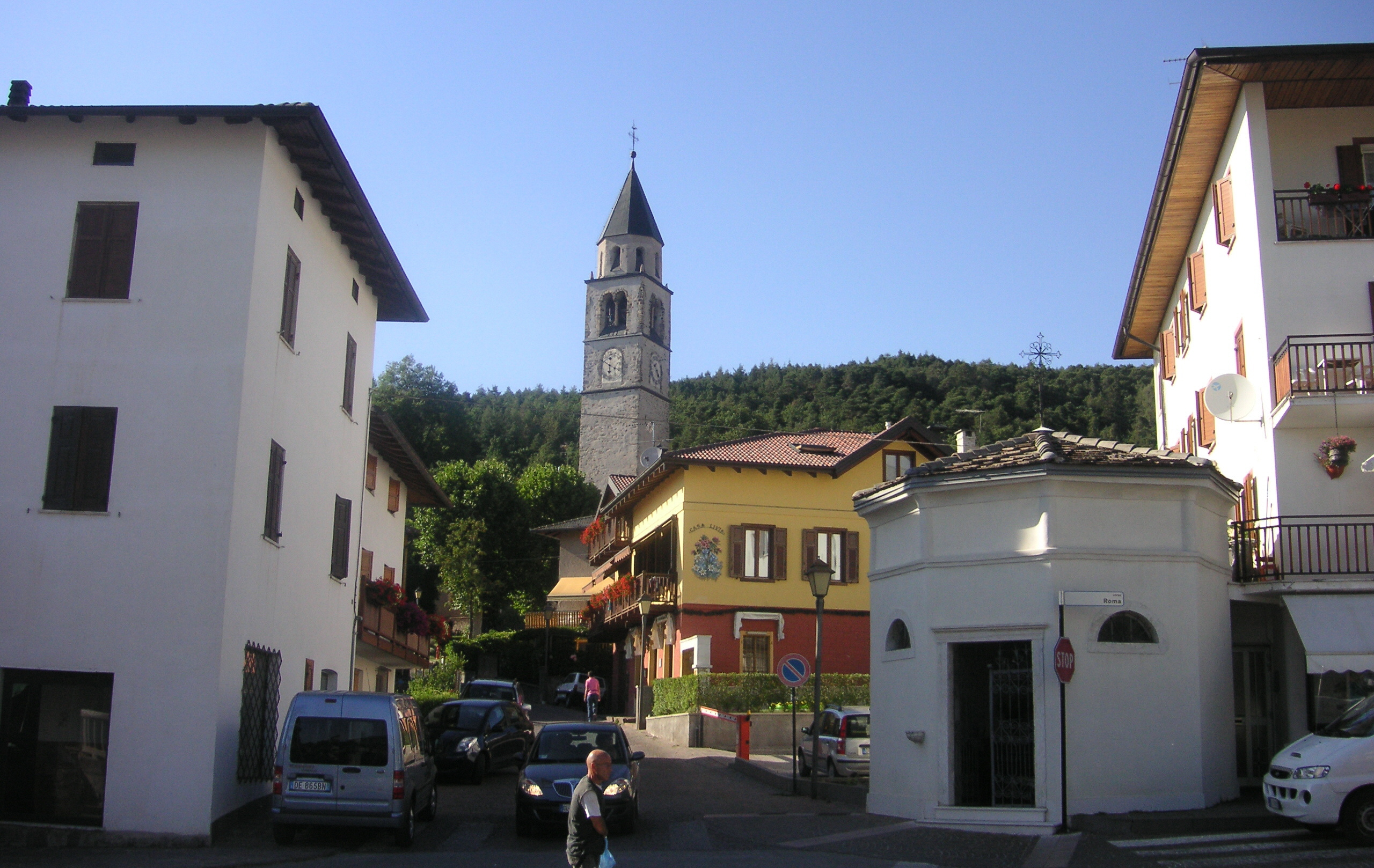
باسيلجا دي بيني

## السكان
في سنة 1871 بلغ عدد السكان  نسمة، وتطور العدد ليصل في سنة 2011 لـ 4٬928 نسمة.
يظهر هذا المخطط البياني تطور النمو السكاني لـ بازيلغا دي بينيه

## توأمة
لبازيلغا دي بينيه اتفاقيات توأمة مع:
- هيرينفين [6]